# Parigi-Roubaix 1998
La Parigi-Roubaix 1998, novantaseiesima edizione della corsa e valida come terzo evento della Coppa del mondo di ciclismo su strada 1998, fu disputata il 12 aprile 1998, per un percorso totale di 266,5 km. Fu vinta dall'italiano Franco Ballerini, giunto al traguardo con il tempo di 6h55'16" alla media di 38,505 km/h.
Presero il via da Compiègne 182 corridori, 49 di essi portarono a termine la gara.

## Squadre partecipanti
| N.      | Cod. | Squadra               |
| ------- | ---- | --------------------- |
| 1-8     | FDJ  | Française des Jeux    |
| 11-18   | MAP  | Mapei-Bricobi         |
| 21-28   | FES  | Festina-Lotus         |
| 31-38   | TEL  | Team Deutsche Telekom |
| 41-48   | ONC  | ONCE-Deutsche Bank    |
| 51-58   | RAB  | Rabobank              |
| 61-68   | CSO  | Casino-Ag2r           |
| 71-78   | GAN  | Gan                   |
| 81-88   | LOT  | Lotto-Mobistar        |
| 91-98   | TVM  | TVM-Farm Frites       |
| 101-108 | PLT  | Team Polti            |
| 111-118 | SAE  | Saeco-Cannondale      |
| 121-128 | COF  | Cofidis               |

| N.      | Cod. | Squadra                        |
| ------- | ---- | ------------------------------ |
| 131-138 | ASI  | Asics-CGA                      |
| 141-148 | KEL  | Kelme-Costa Blanca             |
| 151-158 | MER  | Mercatone Uno-Bianchi          |
| 161-168 | USP  | US Postal Service              |
| 171-178 | VIT  | Vitalicio Seguros              |
| 181-188 | CTA  | Cantina Tollo-Alexia Alluminio |
| 191-198 | BAL  | Ballan                         |
| 201-208 | SCR  | Scrigno-Gaerne                 |
| 211-218 | RIS  | Riso Scotti-MG Maglificio      |
| 221-228 | BRE  | Brescialat-Liquigas            |
| 231-238 | BIG  | BigMat-Auber 93                |
| 241-248 | MUT  | Mutuelle de Seine-et-Marne     |

## Ordine d'arrivo (Top 10)
| Pos. | Corridore          | Squadra       | Tempo   |
| ---- | ------------------ | ------------- | ------- |
| 1    | Franco Ballerini   | Mapei-Bricobi | 6h55'16 |
| 2    | Andrea Tafi        | Mapei-Bricobi | a 4'16" |
| 3    | Wilfried Peeters   | Mapei-Bricobi | a 4'19" |
| 4    | Léon van Bon       | Rabobank      | a 4'49" |
| 5    | Frédéric Moncassin | GAN           | s.t.    |
| 6    | Rolf Sørensen      | Rabobank      | a 4'50" |
| 7    | Magnus Bäckstedt   | GAN           | a 4'52" |
| 8    | Bart Leysen        | Mapei-Bricobi | a 6'34" |
| 9    | Gianluca Bortolami | Festina-Lotus | s.t.    |
| 10   | Lars Michaelsen    | GAN           | s.t.    |